# Hulypegis
Hulypegis là một chi bướm đêm thuộc họ Erebidae.